# Billy Kilson
William Earl „Billy“ Kilson (* 2. August 1962 in Washington, D.C.) ist ein amerikanischer Schlagzeuger des Modern Jazz.

## Leben und Wirken
Kilsons nutzte als Kind die Pfannen und Töpfe der Küche als Schlagzeug (darauf spielt sein Album Pots & Pans an). Seine Mutter ließ ihn zunächst Trompetenstunden nehmen. Später wechselte er zur Posaune und mit sechzehn erhielt er sein erstes Schlagzeug. Weil das recht spät war, bemühte er sich nach eigener Darstellung „14 Stunden am Tag“ zu üben, neben Schule und anderen Verpflichtungen. Er orientierte sich dabei an Funk und R&B. Sein Vater hatte eine große Schallplattensammlung, und Kilson versuchte, sich viele verschiedene Stile autodidaktisch anzueignen.
Mit siebzehn ging er an das Shenandoah Music Camp und hörte Aufnahmen von Stanley Clarke, an denen Tony Williams teilnahm. Er hörte sich weiter Platten von Miles Davis an, bei denen Williams auch mitspielte. „Ich spürte, dass er einer der Schlagzeuger war, die erneuern. Ich war von seinem Spiel fasziniert“ erinnert sich Kilson „Ich war von dem Sound überwältigt und versuchte seine Technik zu lernen, aber ich merkte, dass ich nicht genügend Hände hatte.“ Er erfuhr, dass Williams’ Lehrer Alan Dawson war, der am Berklee College of Music unterrichtete und dort noch Privatunterricht gab. Mit der Unterstützung seiner Mutter studierte er in Berklee.
Nach seiner Ausbildung bei Dawson vermittelte dieser ihm einen Job bei Walter Davis Jr. für eine Europatournee. Danach stellten Donald Byrd, Ahmad Jamal und Dianne Reeves Kilson für ihre Tourneen an; bei letzterer spielte er ab 1989 sieben Jahre und war sowohl im Hollywood Bowl, Apollo Theater, auf dem North Sea Jazz Festival und dem Montreux Jazz Festival. Auch George Duke, Najee, Greg Osby, Steps Ahead, Freddie Jackson, Michael Gibbs und Bob James holten ihn zu ihren Projekten.
Dave Holland lud ihn ein, in seinem Quintett und später in seiner Bigband zu spielen. Danach gehörte Kilson zu Chris Bottis Band, die auf Stings Tournee die Vorgruppe war, und das bot Gelegenheit vor einem anderen Publikum aufzutreten. Hier führte Kilson Funkelemente und die ungeraden Metren in die Musik der Ensembles ein, die er auch bei Holland spielte.
Seit 1991 hat er in seiner Eigenschaft als Sideman eine beeindruckende Diskographie geschrieben. Mehrere Alben, auf denen er mitspielte, wurden für einen Grammy nominiert, unter anderem mit Dave Holland, Dianne Reeves, Botti, Taylor Eigsti, Alben mit Bob James und Kirk Whalum (Joined at the Hip 1997), Carla Cook, Tim Hagans (Animation Imagination 1999) und Bob Belden (mit Hagans/Belden Reanimation 2000).
Kilson begann, seine eigene Musik zu schreiben und suchte sich die Musiker Kenny Davis (Bass), Mike Sim (Saxophon) und George Colligan (Keyboards) für seine Gruppe BK Groove zusammen. Mit ihnen nahm er 2001 sein Debütalbum als Leader While Ur Sleepin auf. Ihr jüngstes Album, Pot’s & Pans (2006) ist ein jazz- und funkorientiertes Fusion-Projekt. Daneben tritt Kilson immer noch mit Botti auf.
Kilson wird 2004 von Brian Priestley im Rough Guide Jazz als einer der seit langer Zeit vielfältigsten Drummer bezeichnet. Er benutzt die Trommeln wie einzelne Perkussionsinstrumente und nicht als ein Instrumentenset, dabei entfaltet er polyrhythmische Spielweisen. Obwohl er auf Aufnahmen teils sehr laut mit den dicken Enden der Schlagzeugschlägel spielt, ist er sehr wandlungsfähig und dynamisch ausdrucksstark. Er setzt mit der Basstrommel sehr markante Akzente. Er versucht, ein Musikstück auf rein rhythmischer Grundlage klanglich zu vervollständigen, indem er zum Beispiel die Becken passend zur Melodie auswählt. Dave Holland sagt von ihm: „Sein Groove ist unfehlbar und er bringt immer einen anderen rhythmischen Aufbau. Er kann in das musikalische Gespräch eintreten ohne die Band zu erdrücken und er hat ein starkes Gespür für die Dynamik.“ In seiner kraftvollen Art erinnert er an Art Blakey.
Dave Holland nannte in einem Interview 2009 Kilson den „Groove master“, ich denke, er ist einer der großen jungen Drummer in der aktuellen Szene.

## Veröffentlichungen (Auswahl)
- Billy Kilson & BK Groove While Ur Sleepin’, 2001
- Billy Kilson & BK Groove Pots & Pans, 2006
- Rhythm Dancer, 2011

### Als Begleitmusiker
- Dianne Reeves Quiet after the Storm, 1994 (Grammy-Nominierung)
- Dave Holland Quintet, Points of View, 1998 (Grammy-Nominierung)
- Dave Holland Quintet, Prime Directive, 2000, (Grammy-Nominierung)[2]
- Dave Holland Quintet, Not for Nothin’, 2001 (Grammy-Nominierung)
- Dave Holland Quintet, Extended Play: Live at Birdland, 2003 (Grammy-Nominierung)
- Dave Holland Big Band, What Goes Around, 2002, (2003 Grammygewinner)[2]
- Carla Cook, Simply Natural, mit Kenny Davis
- Josh Roseman: Treats for the Nightwalker, 2003
- Dave Holland Big Band, Overtime, 2005
- Onaje Allan Gumbs: Remember Their Innocence, 2005
- Chris Botti in Boston, 2009 (Grammy-Nominierung)